# Мікрорайон імені Дзержинського
Мікрорайон імені Дзержинського (неофіційно Либідський мікрорайон) — житловий мікрорайон в Печерському районі міста Києва, в районі перетину вулиці Великій Васильківській та бульвару Миколи Міхновського. Складається з чотирьох 9-поверхових будинків (вул. Велика Васильківська, 145/1; бул. Миколи Міхновського, 3; бул. Миколи Міхновського, 3а; бул. Миколи Міхновського, 3б), побудованих за чеським проектом в 1967-68 роках. Названий за аналогією з розташованою поруч площею Дзержинського (нині Либідська площа) і прилягаючим раніше з північного боку Київським заводом електротранспорту ім. Дзержинського. У буд. № 145/1 по вул. Великій Васильківській знаходиться центральний музичний магазин Києва «Дім музики».